# Pseudorutilo
Lo pseudorutilo è un minerale, prodotto di alterazione dell'ilmenite.

## Etimologia
Il nome deriva dal greco ψευδός, pseudòs, cioè falso, in quanto si può facilmente confondere con il rutilo senza effettuare un esame approfondito.